# Harold Jacoby

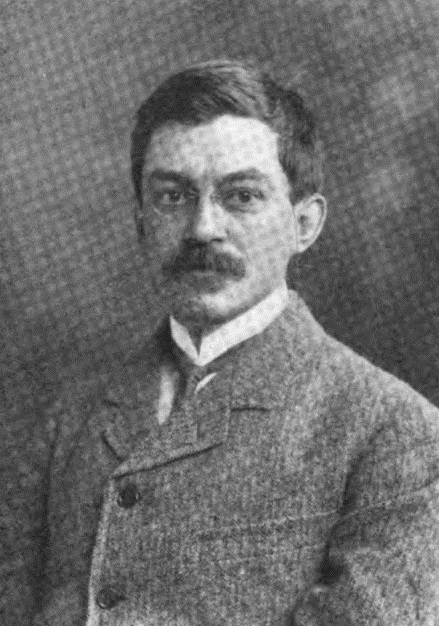
Retrato de Harold Jacoby.

Harold Jacoby (1865-1932) foi um astrónomo estadunidense, nascido na cidade de Nova Iorque. Ele se graduou na Columbia, em 1885.
Jacoby foi um professor de astronomia na Universidade de Columbia, e ficou no departamento até pouco antes de sua morte. O Observatório de Rutherfurd de Columbia foi iniciado durante seu mandato, com doze polegadas do telescópio refrator Clarke e um instrumento de trânsito colocados acima da Pupim Hall.
Ele fez várias observações de eventos celestes como eclipses solares e lunares. Ele foi mais conhecido na Europa e América, e foi um membro de um largo número de grupos de cientistas. Ele publicou "Conversa Prática por um Astrónomo" (1902) e "Astronomia: Um Manual Popular" (1913).